# Perrogney-les-Fontaines
Perrogney-les-Fontaines – miejscowość i gmina we Francji, w regionie Grand Est, w departamencie Górna Marna.
Według danych na rok 1990 gminę zamieszkiwało 129 osób, a gęstość zaludnienia wynosiła 9 osób/km².